# Bagcheea castaneae
Bagcheea castaneae är en svampart som beskrevs av E. Müll. & R. Menon 1954. Bagcheea castaneae ingår i släktet Bagcheea och familjen Valsaceae.   Inga underarter finns listade i Catalogue of Life.